# گمینا ویژخلاس
گمینا ویژخلاس (به لهستانی:  Gmina Wierzchlas) یک گمینا در لهستان است که در شهرستان ویلون واقع شده‌است. گمینا ویژخلاس ۱۱۹٫۲ کیلومتر مربع مساحت و ۶٬۶۵۱ نفر جمعیت دارد.